# Parkiepenmos
Parkiepenmos (Zygodon rupestris) is een soort uit het geslacht iepenmos (Zygodon).

## Determinatie
De tot 1,5 centimeter hoge planten vormen losse, zachte gazons met geelgroene toppen. De rechtopstaande stengels zijn eenvoudig of vertakt. De lineair-lancetvormige, aan de bovenkant gekielde, scherp gepunte en tot twee millimeter lange bladeren zijn vochtig, schaars uitstekend, droog, licht gedraaid of spiraalvormig gebogen. De bladnerf reikt tot aan de punt van het blad. De bladcellen zijn waterkleurig en kort rechthoekig van onderen, onregelmatig afgerond van boven, dikwandig, sterk papillair en 6 tot 9 micrometer groot.
De geslachtsverdeling is tweehuizig. Sporogonen zijn zeer zeldzaam. De overvloedig aanwezige broedlichamen zijn ellipsvormig tot spoelvormig, 22–27 μm breed en 50–80 μm lang. De vier tot vijf cellen van de broedlichamen zijn alleen verdeeld met regelmatige wanden dwars op de lengterichting; aan de punt kan soms een schuine wand aanwezig zijn.

## Ecologie
Parkiepenmos groeit meestal als epifytische pioniersoort op de schors van vooral populier, vlier of wilg. Het lijkt een voorkeur te hebben voor relatief warme standplaatsen in parkachtige, beschut liggende, maar wel open, zonnige bostypes. Het gaat vooral om heuvelachtige tot bergachtige gebieden op vochtige tot droge, schaduwrijke tot lichte, maar niet direct zonnige locaties op hardhouten stammen in open bossen, aan bosranden of op vrijstaande fruitbomen. Incidenteel wordt parkiepenmos ook gevonden op epilitisch gevonden op kalksteen of terrestrisch op aarde.

## Verspreiding
Wereldwijd zijn er waarnemingen uit Europa, Macaronesië, Turkije, de Kaukasus, Noord-Afrika en Noord-Amerika. Het belangrijkste verspreidingsgebied ligt in de mediterrane en submediterrane gebieden.
In Nederland is parkiepenmos zeldzaam.

## Fotogalerij

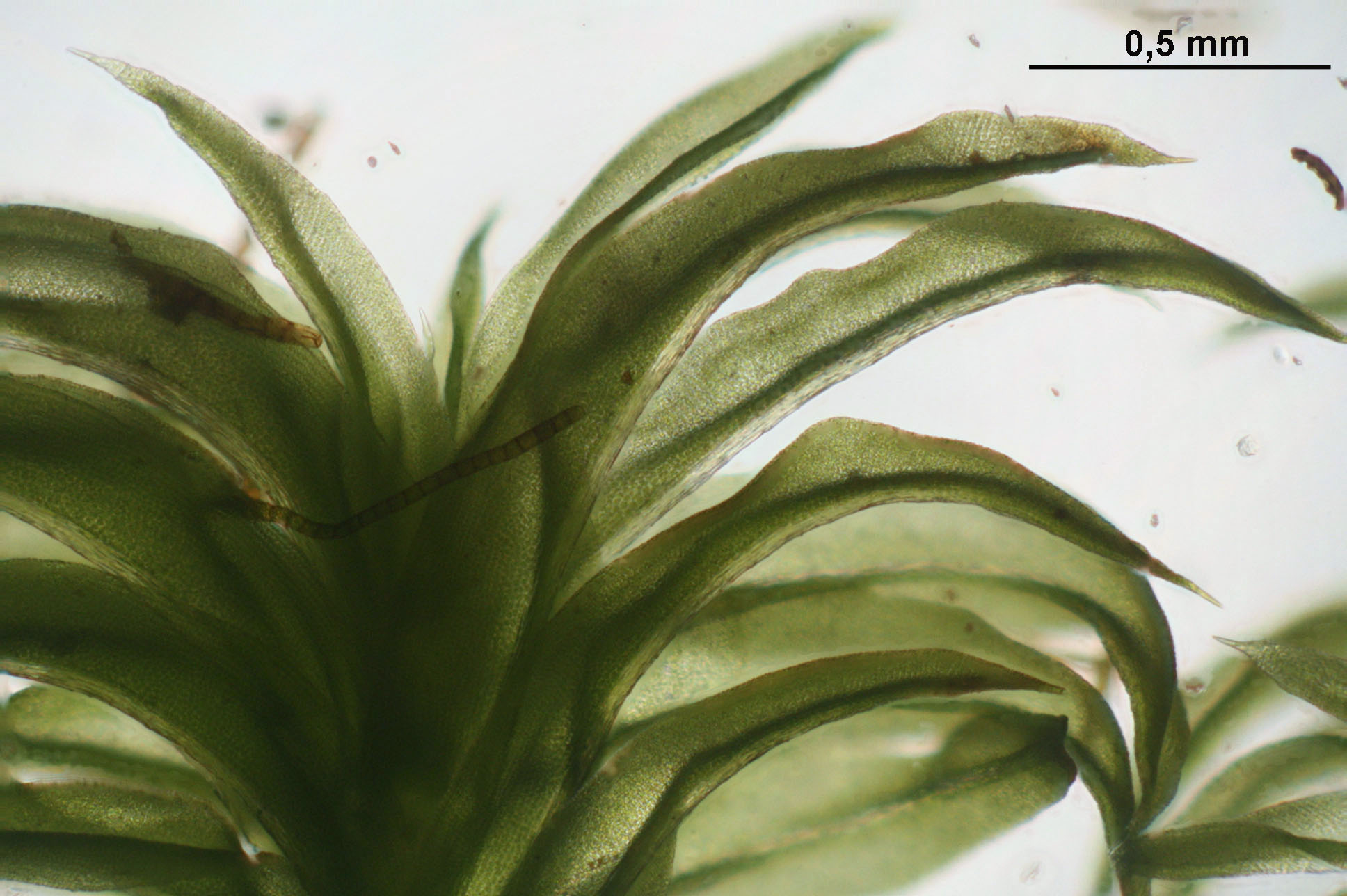
Bladeren
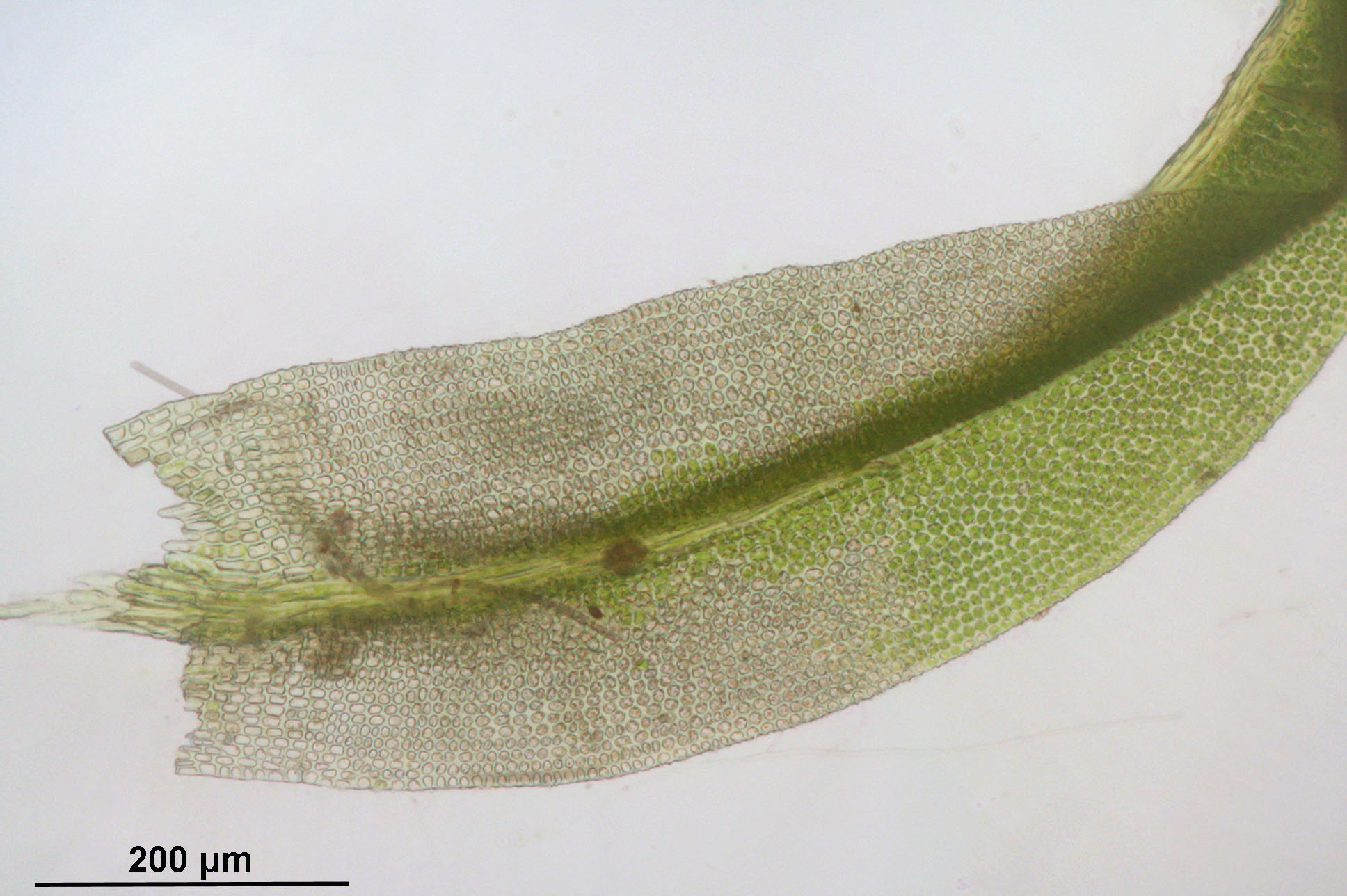
Bladvoet
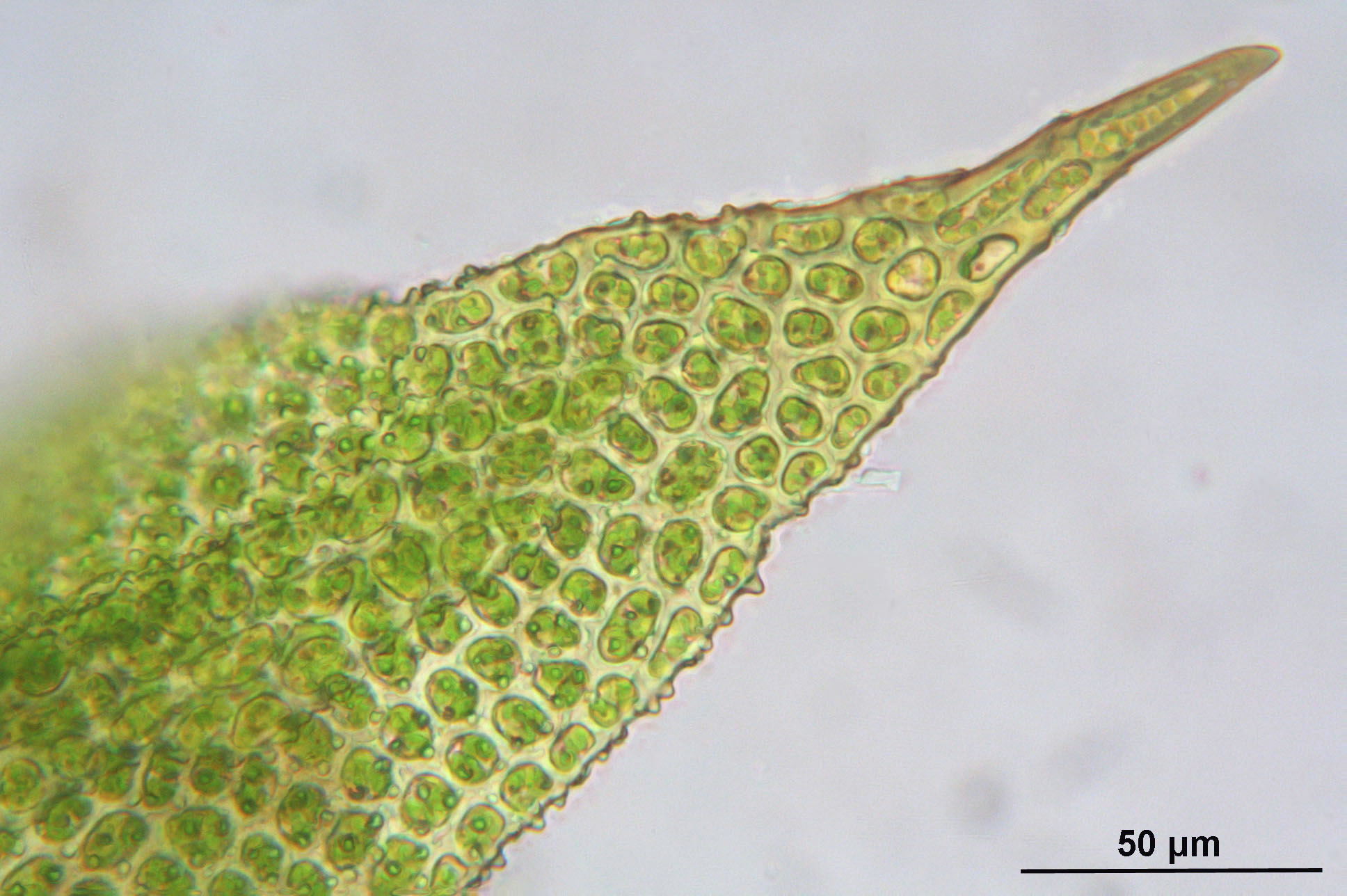
Bladtop
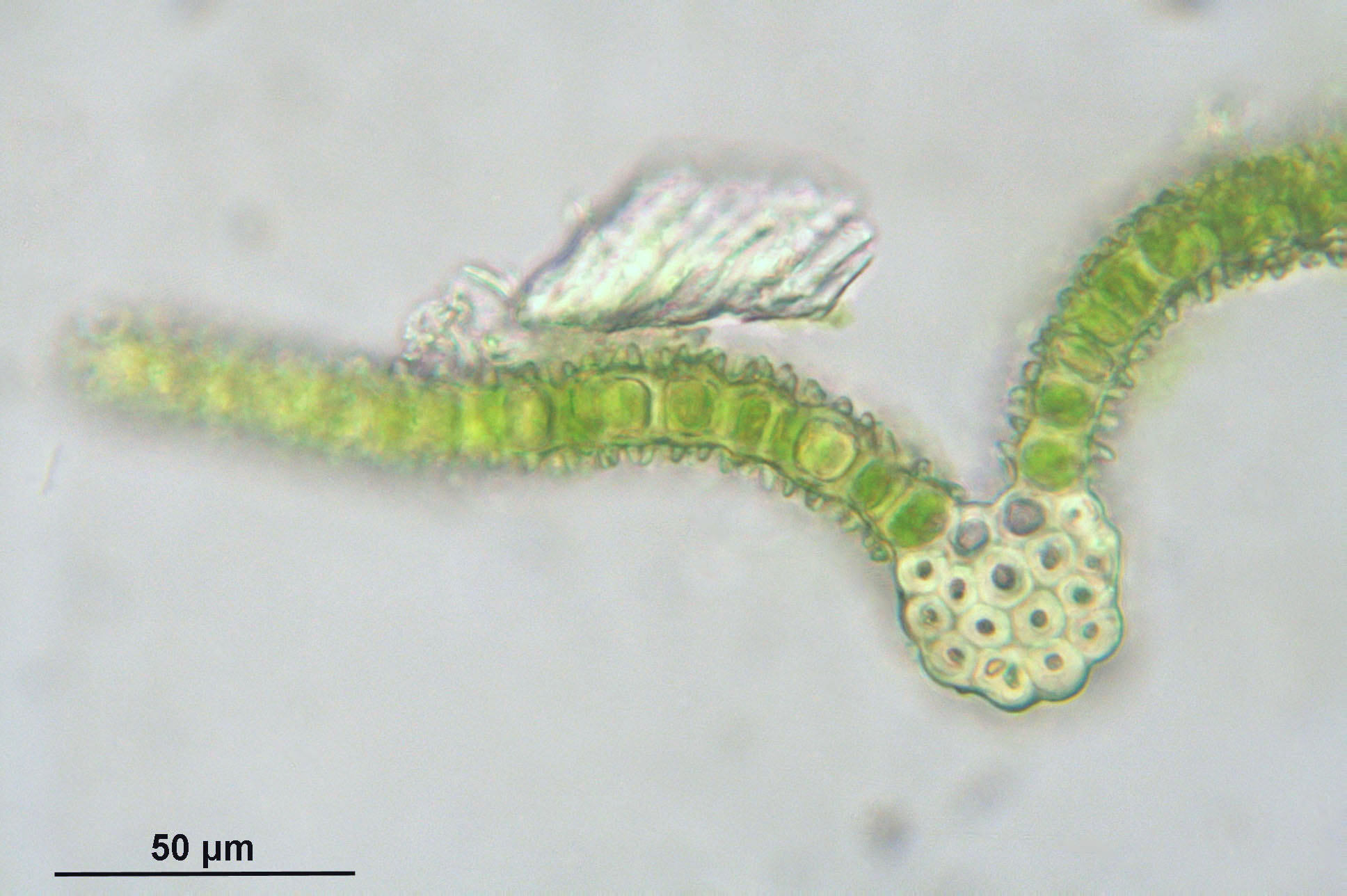
Bladdoorsnede
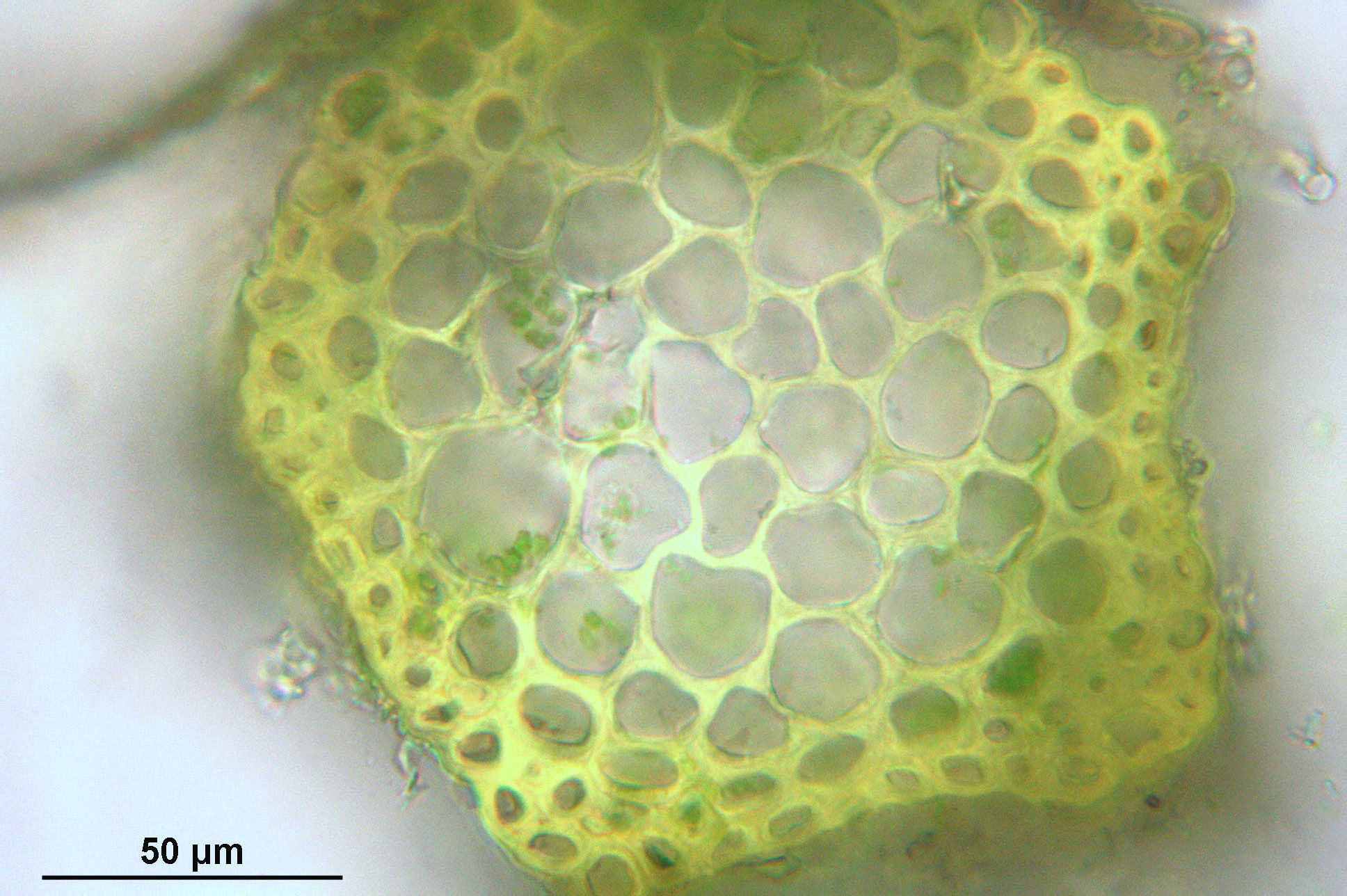
Stengeldoorsnede
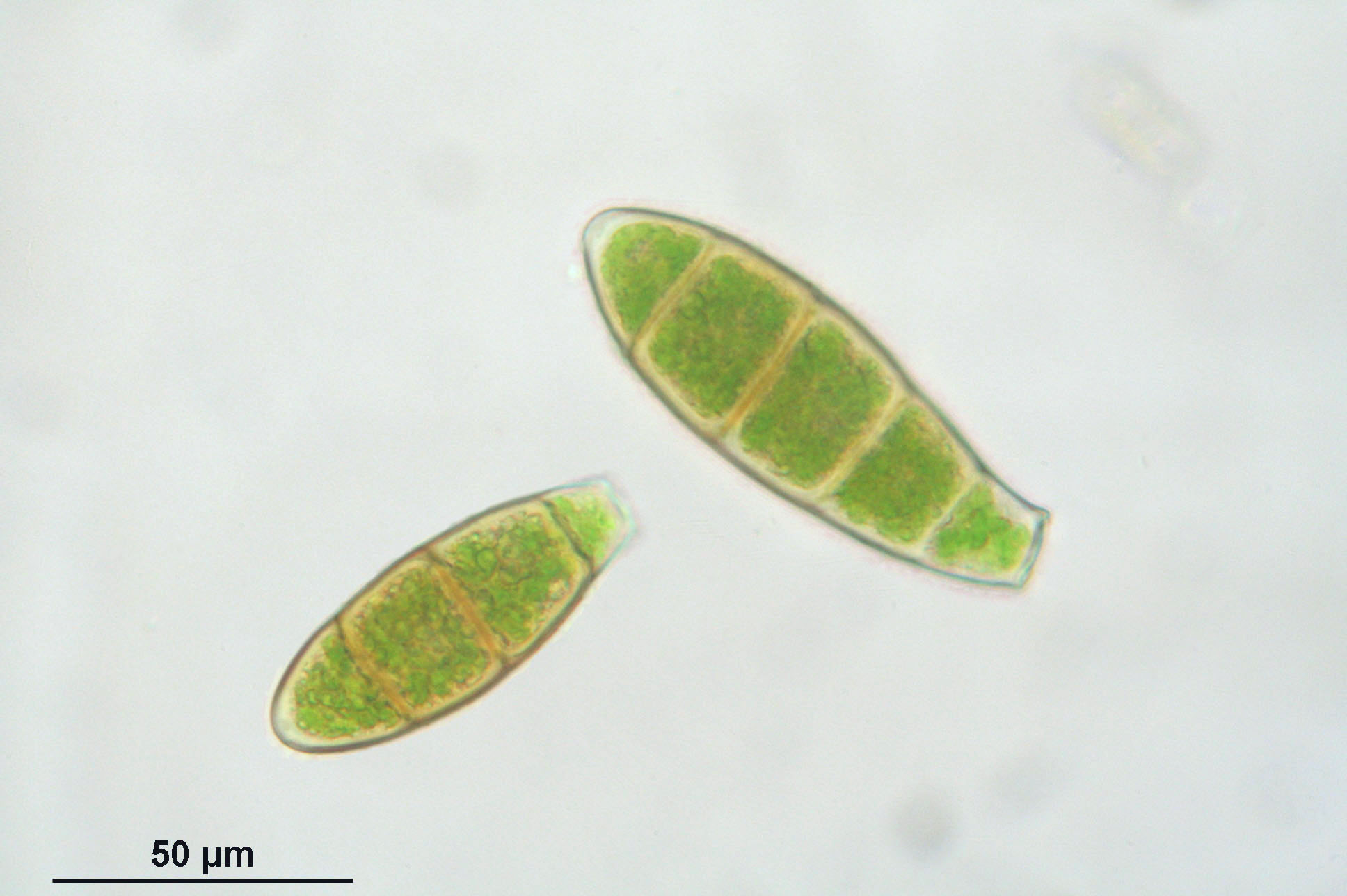
Broedlichamen